# Brian McNamara
Brian McNamara (Long Island (New York), 21 november 1960) is een Amerikaans acteur, filmregisseur en filmproducent.

## Carrière
McNamara begon in 1984 met acteren in de film A Painful Case, waarna hij nog in meer dan 100 rollen speelde in films en televisieseries. Hij is vooral bekend van zijn rol als kolonel Michael Holden in de televisieserie Army Wives waar hij in 115 afleveringen speelde (2007-2013). In 1988 werd McNamara genomineerd voor een Golden Globe voor zijn rol in de film Billionaire Boys Club in de categorie Beste Optreden door een Acteur in een Bijrol in een Film. 

## Filmografie

### Films
Selectie:
- 2019 Christmas in Louisiana - als Mark
- 2007 I Know Who Killed Me - als Fred Toland
- 2004 Paparazzi - als agent van Bo
- 2000 Gone in 60 Seconds - als aanwezige in parkeergarage
- 1992 When the Party's Over - als Taylor
- 1986 Short Circuit - als Frank

### Televisieseries
Selectie:
- 2016 The Kicks - als coach Cannon - 2 afl.
- 2007-2013 Army Wives - als kolonel Michael Holden - 115 afl.
- 2003-2004 The O.C. - als Carson Ward - 3 afl.
- 2000 Manhattan, AZ - als Daniel Henderson - 13 afl.
- 1998-1999 Mercy Point - als dr. Caleb 'C.J.' Jurado - 8 afl.
- 1997 Suddenly Susan - als Cooper Elliott - 2 afl.
- 1996 Savannah - als Terrence Goodson - 3 afl.
- 1995 Pig Sty - als Randy Fitzgerald - 13 afl.
- 1992-1993 Homefront - als Arthur Schillhab - 7 afl.
- 1991-1995 Murder, She Wrote - als Harry Neville, Randall Sloan en Tom McCray - 3 afl.
- 1989 The Nutt House - als Charles Nutt III - 10 afl.
- 1986 Hill Street Blues - als Michael Galva - 2 afl.
- 1986 St. Elsewhere - als Michael Endicott - 3 afl.

### Filmregisseur
- 2014-2015 Granite Flats - televisieserie - 7 afl.
- 2011-2013 Army Wives - televisieserie - 4 afl.
- 2006 Lost Signal - film

### Filmproducent
- 2009 Harlem Heights - televisieserie - 5 afl.
- 2001 Behind the Music - documentaireserie - 1 afl.
- 2000 BTM2 - televisieserie - 10 afl.

- Gemeinsame Normdatei: 140656588
- International Standard Name Identifier: 0000 0001 1496 8731
- Library of Congress Control Number: no2007152857
- Virtual International Authority File: 303496870